# Técnicas de caracterização em nanotecnologia
A nanotecnologia lida com estruturas da ordem de grandeza do nanômetro, ou seja, {\displaystyle 10^{-9}m}. São tão pequenas que não podemos tocá-las, muito menos vê-las (a resolução típica do olho humano é de 100μm). Por esse motivo precisamos de equipamentos capazes de interagir com a matéria a nível molecular e atômico para então coletarmos informações sobre essas estruturas.

## Microscopias
Microscópios óticos convencionais não possuem resolução suficiente para analisar estruturas nanométricas, dessa forma são utilizados outros tipos de microscopia:

### Microscopias de escaneamento por ponteira (SPM)
Microscopias de escaneamento por ponteira são um conjunto  de microscopias que formam imagens ou obtêm informações de superfícies utilizando uma ponteira física que varre a mesma.
Entre elas podemos destacar:

#### 1.Microscopia de força atômicae suas variações
A Microscopia de força atômica é uma técnica de análise que consiste na varredura da superfície de uma amostra com uma sonda a fim de obter sua imagem topográfica com resolução atômica, além de mapear certas propriedades mecânicas e físico-químicas dos materiais que as compõe.A técnica permite uma série de análises e manipulações sobre as amostras em uma escala nanométrica. O uso mais frequente tem sido para a produção de imagens, mas ele também permite medidas de adesividade, entre superfícies ou moléculas individuais e medidas de resistência mecânica (módulo de Young, deformações plásticas, rigidez, entre outras).Além de todas as aplicações descritas, a sonda pode ser usada para manipular diretamente átomos, moléculas, proteínas, ou qualquer outra estrutura na escala de tamnho da ponta, em uma superfície, realizando assim nanolitografia, secção de moléculas( por exemplo cromossomos ou DNA), montagem de estruturas átomo a átomo ou medidas de força de interação entre estruturas em escala micro e nanométricas.

### Microscopias Eletrônicas
As Microscopias Eletrônicas funcionam incidindo-se um feixe de elétrons em uma amostra, com isso, provoca uma série de emissões de sinais na forma de elétrons(secundários, retro-espalhados, absorvidos, transmitidos, difratados) e de fótons (no comprimento de onda da luz e raios-X). Esses dados são captados por detetores, são amplificados e processados por um analisador para cada tipo de canal.
Entre elas podemos destacar:

## EspectroscopiaeEspectrometria

### 1.Espectroscopia de Infra-VermelhoFTIR
Espectroscopia de Infra-Vermelho é um tipo de espectroscopia de absorção que usa a região do infravermelho do espectro eletromagnético.Como as demais técnicas espectroscópicas, ela pode ser usada para identificar um composto ou investigar a composição de uma amostra.

### 2.Espectrometria de massa
Espectrometria de Massas é um método para identificar os diferentes átomos que compõe uma substância. Um espectrômetro de massa bombardeia uma moléculas na fase vapor com um feixe de elétrons de alta energia para produzir íons, ou átomos eletricamente carregados. Os íons atravessam um campo magnético que curva suas trajetórias de modos diferentes, dependendo de suas massas. O campo separa os íons em um padrão chamado espectro de massa. A massa e a carga dos íons podem ser medidas por sua posição no espectro. Os cientistas identificam assim os elementos e isótopos presentes na amostra.

### 3.Espectroscopia UV/visível
A espectroscopia no ultravioleta visível (UV/VIS) envolve a espectroscopia de fótons (espectrofotometria). Ela utiliza luz na faixa do visível, do ultravioleta (UV) próximo e do infravermelho próximo. Nessas faixas de energia as moléculas sofrem transições eletrônicas moleculares.

### 4.Espectroscopia de fotoelétrons por Raios X (XPS)
O XPS é  uma técnica de análise de superfície que fundamenta-se no efeito fotoelétrico e consiste em se iluminar uma amostra com raios X e em coletar os fotoelétrons por ela emitidos em um analisador de elétrons, dispositivo esse capaz de resolvê-los em função das respectivas velocidades (energias cinéticas) e de, então, contá-los. Um gráfico de contagem de elétrons x velocidade (corrente x energia cinética) é estabelecido por varredura, geralmente através de um mecanismo de coleta de dados automatizado, e um espectro de XPS é obtido.

### 5.Espectroscopia de ressonância paramagnética eletrônica (EPR)
É uma técnica espectroscópica que detecta espécies contendo elétrons desemparelhados, ou seja, espécies paramagnéticas. Em geral, esta condição verifica-se quando a espécie é um radical livre, se é uma molécula orgânica, ou quando possui metais de transição, em complexos inorgânicos ou metaloproteínas. Esta técnica é menos usada que a ressonância magnética nuclear(RMN) porque a maioria das moléculas possui uma configuração electrônica de valência completa, sem elétrons desemparelhados.

### 6.Espectroscopia Raman
A Espectroscopia Raman é uma técnica fotônica de alta resolução que proporciona, em poucos segundos, informação química e estrutural de quase qualquer material, composto orgânico ou inorgânico permitindo assim sua identificação.
Sua análise se baseia na luz, monocromática e de determinada freqüência, dispersada ao incidir sobre o material a ser estudado, cuja maior parte da luz dispersada também apresenta a mesma freqüência daquela incidente. Somente uma pequena porção da luz é dispersada inelasticamente frente as rápidas mudanças de freqüência, devido à interação da luz com a matéria, e é uma característica intrínseca do material analisado e independe da freqüência da luz incidente. A luz que manteve a mesma freqüência da incidente não revela qualquer informação sobre o material e é chamada de dispersão Rayleigh, mas aquela que mudou revela a composição molecular deste mesmo e é conhecido como dispersão Raman.

## Técnicas de Análise de Superfície

### Analisador de Área Superficial BET
O Método de BET consiste na adsorção física de um gás inerte (N2) a baixas temperaturas. Através de isoterma de BET, é possível a determinação de informações sobre a área superficial dos sistemas catalíticos. Com isso, é possível também estudar a seletividade e atividade do catalisador ou suporte.

## Técnicas de Difração
A Difração de Raios X é uma técnica de análise química poderosa para o estudo do espectro de raios X e da configuração dos átomos num cristal, sendo a mais indicada na determinação das fases cristalinas presentes em materiais sólidos.

## Análises Térmicas
O ramo de análises térmicas, apesar de não produzir imagens como o ramo da microscopia, revela importantes características dos materiais relacionadas à transmissão de calor. Muitas características, como a força de ligação, estrutura cristalina, empacotamento, adsorção e absorção de outras moléculas influenciam a capacidade e a condutividade térmicas. Nesse sentido, a análise termogravimétrica (TGA) e DSC representam importantes contribuições para a caracterização de uma série de materiais.

## SAXS (Espalhamento de Raios-X a baixo ângulo)
Do inglês Small Angle X-Ray Scattering (SAXS), é uma técnina de caracterização analítica e não destrutiva usada para determinar a estrutura em micro ou nano escala de um sistema de partículas, em função dos seguintes parâmetros: tamanho das partículas, forma, distribuição, razão entre a área e o volume; através da forma com que a radiação é espalhada pela amostra.

## Nanoindentação
Também chamada de indentação ou teste de indentação instrumentada, é uma técnica que caracteriza mecanicamente filmes finos, revestimentos e camadas de superfície em escalas micro e nano em função das propriedades de dureza e módulo de elasticidade.(principais propriedades que são determinadas)